# Cynisca kraussi
Espèce
Synonymes
- Amphisbaena kraussi Peters, 1878

Statut de conservation UICN

 DD B1b(iii) : Données insuffisantes
Cynisca kraussi est une espèce d'amphisbènes de la famille des Amphisbaenidae.

## Répartition
Cette espèce est endémique du Ghana.

## Description
Cette espèce de lézard est apode.

## Étymologie
Cette espèce est nommée en l'honneur de Friedrich von Krauss (1812–1890).

## Publication originale
- Peters, 1878 : Über zwei Scincoiden aus Australien und eine neue Amphisbaena von Westafrika. Sitzungsberichte der Gesellschaft naturforschender Freunde zu Berlin, vol. 1878, p. 191-192 (texte intégral).